# Степаненко Інна Павлівна
Інна Павлівна Степаненко (12 листопада 1948, с. Лозуватка, Шполянський район, Черкаська область — 30 жовтня 2018, там само) — фахівець бібліотечної справи Запорізького регіону. Заслужений працівник культури України. Директор «Запорізької обласної універсальної наукової бібліотеки» Запорізької обласної ради (травень 1982 — грудень 2014).

## Освіта і кар'єра
- 1966 — закінчила Лозуватську середню загальноосвітню школу.
- 1966—1970 — студентка бібліотечного факультету Харківського державного інституту культури
- 1970 — старший бібліотекар науково-методичного відділу Запорізької обласної універсальної наукової бібліотеки імені О. М. Горького.
- 1971 — головний бібліотекар науково-методичного відділу Запорізької обласної універсальної наукової бібліотеки імені О. М. Горького.
- 1978 — заступник директора з наукової роботи Запорізької обласної універсальної наукової бібліотеки імені О. М. Горького.
- 1984—1989 — депутат Запорізької обласної ради народних депутатів.
- 1982—2014 — директор Запорізької обласної універсальної наукової бібліотеки імені О. М. Горького.

## Нагороди та відзнаки
- 1991 — Знак Міністерства культури СРСР «За відмінну роботу».
- 1998 — Подяка Міністерства культури і мистецтв України та Центрального комітету профспілки працівників культури України.
- 1998 — лауреат премії обласного фонду культури імені А. Бальцера.
- 1999 — заслужений працівник культури України.
- 2002 — лауреат І-го обласного конкурсу «Господиня свого краю» у номінації «Жінка — працівник соціально-гуманітарної сфери».
- 2007 — медаль Запорізької облдержадміністрації «За розвиток Запорізького краю» ІІІ ступеня.
- 2008 — орден Запорізької обласної ради «За заслуги перед Запорізьким краєм» III ступеня
- 2009 — Подяка Міністерства культури і туризму України.
- 2009 — лауреатом народного рейтингу «Гордість Запоріжжя».
- 2012 — лауреат народного рейтингу «Видатні Запоріжці».
- 2014 — медаль «Покров Пресвятої Богородиці» ІІ ступеня Запорізької єпархії УПЦ.
- 2014 — медаль Запорізької облдержадміністрації «За розвиток Запорізького краю» ІІ ступеня.